# Wuhan Open
Il Wuhan Open è un torneo femminile di tennis che si gioca a Wuhan in Cina, sui campi in cemento dell'Optics Valley International Tennis Center. Dal 2014 al 2020 ha fatto parte della categoria WTA Premier 5, mentre dal 2021 entra a far parte della categoria WTA 1000. La prima edizione è stata giocata nel 2014. Nel 2020 e nel 2021, il torneo non viene disputato a causa della pandemia di COVID-19; mentre l'edizione 2022 viene cancellata in seguito alla sospensione di ogni torneo in Cina da parte della WTA come risposta al caso della tennista Peng Shuai e nel 2023 non viene inserito nel calendario WTA. Nel 2024, il torneo fa il suo ritorno.

## Albo d'oro

### Singolare femminile
| 2014      | Premier 5                             | Petra Kvitová (1)                     | Eugenie Bouchard                      | 6–3, 6–4                              |                                       |                                       |
| 2015      | Premier 5                             | Venus Williams                        | Garbiñe Muguruza                      | 6–3, 3–0 rit.                         |                                       |                                       |
| 2016      | Premier 5                             | Petra Kvitová (2)                     | Dominika Cibulková                    | 6–1, 6–1                              |                                       |                                       |
| 2017      | Premier 5                             | Caroline Garcia                       | Ashleigh Barty                        | 6(3)–7, 7–6(3), 6–2                   |                                       |                                       |
| 2018      | Premier 5                             | Aryna Sabalenka (1)                   | Anett Kontaveit                       | 6–3, 6–3                              |                                       |                                       |
| 2019      | Premier 5                             | Aryna Sabalenka (2)                   | Alison Riske                          | 6–3, 3–6, 6–1                         |                                       |                                       |
| 2020-2022 | Annullato per pandemia di Coronavirus | Annullato per pandemia di Coronavirus | Annullato per pandemia di Coronavirus | Annullato per pandemia di Coronavirus | Annullato per pandemia di Coronavirus | Annullato per pandemia di Coronavirus |
| 2023      | Non disputato                         | Non disputato                         | Non disputato                         | Non disputato                         |                                       |                                       |
| 2024      | WTA 1000                              | Aryna Sabalenka (3)                   | Zheng Qinwen                          | 6-3, 5-7, 6-3                         |                                       |                                       |

### Doppio femminile
| Anno      | Categoria                             | Campionesse                           | Finaliste                                  | Punteggio                             |
| --------- | ------------------------------------- | ------------------------------------- | ------------------------------------------ | ------------------------------------- |
| 2014      | Premier 5                             | Martina Hingis (1) Flavia Pennetta    | Cara Black Caroline Garcia                 | 6–4, 5–7, [12–10]                     |
| 2015      | Premier 5                             | Martina Hingis (2) Sania Mirza        | Irina-Camelia Begu Monica Niculescu        | 6–2, 6–3                              |
| 2016      | Premier 5                             | Bethanie Mattek-Sands Lucie Šafářová  | Sania Mirza Barbora Strýcová               | 6–1, 6–4                              |
| 2017      | Premier 5                             | Martina Hingis (3) Chan Yung-jan      | Tímea Babos Andrea Sestini Hlaváčková      | 6–1, 6–4                              |
| 2018      | Premier 5                             | Elise Mertens Demi Schuurs            | Barbora Strýcová Andrea Sestini Hlaváčková | 6–3, 6–3                              |
| 2019      | Premier 5                             | Duan Yingying Veronika Kudermetova    | Elise Mertens Aryna Sabalenka              | 7–6(3), 6–2                           |
| 2020-2022 | Annullato per pandemia di Coronavirus | Annullato per pandemia di Coronavirus | Annullato per pandemia di Coronavirus      | Annullato per pandemia di Coronavirus |
| 2023      | Non disputato                         | Non disputato                         | Non disputato                              | Non disputato                         |
| 2024      | WTA 1000                              | Anna Danilina Irina Chromačëva        | Asia Muhammad Jessica Pegula               | 6-3, 7-6(6)                           |